# Demanda dinàmica (energia elèctrica)
La Demanda Dinàmica és el nom d'una tecnologia semipassiva que dóna suport a la resposta a la demanda ajustant la demanda de càrrega en una xarxa elèctrica. També és el nom d'una organització independent sense ànim de lucre del Regne Unit, finançada per una subvenció benèfica de la Fundació Esmée Fairbairn, dedicada a promoure aquesta tecnologia. El concepte és que, mitjançant el control de la freqüència de la xarxa elèctrica, així com dels seus propis controls, les càrregues domèstiques i industrials intermitents s'encenen i s'apaguen en moments òptims per equilibrar la càrrega general de la xarxa amb la generació, reduint els desajustos crítics de potència. Com que aquest canvi només avançaria o retardaria el cicle de funcionament de l'aparell uns segons, passaria desapercebut per a l'usuari final. Aquesta és la base del control dinàmic de la demanda. Als Estats Units, el 1982, es va emetre una patent (ara caducada) per a aquesta idea a l'enginyer de sistemes d'energia Fred Schweppe. S'han emès altres patents basades en aquesta idea.
La demanda dinàmica és similar als mecanismes de resposta a la demanda per gestionar el consum domèstic i industrial d'electricitat en resposta a les condicions de subministrament, per exemple, fent que els clients d'electricitat redueixin el seu consum en moments crítics o en resposta als preus. La diferència és que els dispositius de demanda dinàmica es desconnecten passivament quan es detecta una tensió a la xarxa, mentre que els mecanismes de resposta a la demanda responen a les sol·licituds transmeses per desconnectar-se.

## La necessitat de reserva giratòria
Les companyies elèctriques són capaces de predir amb una precisió raonable (generalment amb una precisió d'un o dos per cent) el patró de la demanda al llarg de qualsevol dia. Això significa que el lliure mercat de l'electricitat pot programar amb prou antelació la càrrega base. Qualsevol desequilibri restant seria degut a inexactituds en la predicció o a canvis no programats en el subministrament (com ara una avaria de la central elèctrica) i/o la demanda. Aquests desequilibris s'eliminen demanant als generadors que funcionin en el que s'anomena mode de resposta de freqüència (també anomenat mode de control de freqüència), alterant la seva sortida contínuament per mantenir la freqüència a prop del valor requerit.
La freqüència de la xarxa és un indicador del desequilibri general de potència a nivell de tot el sistema. Per exemple, baixarà si hi ha massa demanda perquè els generadors començaran a alentir-se lleugerament. Un generador en mode de resposta en freqüència, en condicions nominals, funcionarà a una sortida reduïda per mantenir una reserva de capacitat de reserva. Aleshores, modificarà contínuament la seva producció segon a segon segons les necessitats de la xarxa amb control de velocitat de caiguda.
Aquesta reserva giratòria és una despesa important per a les companyies elèctriques, ja que sovint s'ha de cremar combustible o es perden vendes potencials d'energia per mantenir-la. El tipus de generació que s'utilitza per a una resposta ràpida sol ser la que funciona amb combustibles fòssils, que produeix emissions d'entre 0,48 i 1,3 tones d'equivalent de CO2 per cada megawatt hora (MWh) generat. Per tant, aquest desequilibri comporta una càrrega ambiental important, en forma d'augment de les emissions de gasos d'efecte hivernacle.

## Control de càrrega local

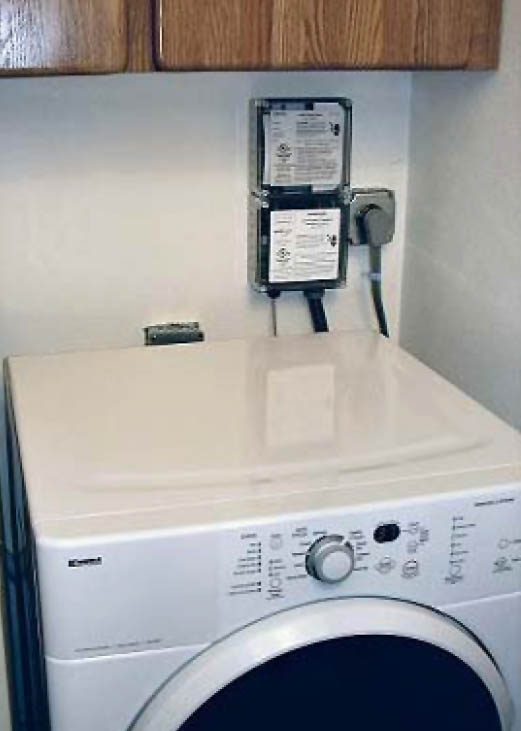
Una assecadora de roba que utilitza un interruptor de control de càrrega per reduir la demanda màxima

En principi, qualsevol aparell que funcioni segons un cicle de treball (com ara aparells d'aire condicionat industrials o domèstics, escalfadors d'aigua, bombes de calor i refrigeració) es podria utilitzar per proporcionar un servei d'equilibri de la xarxa constant i fiable mitjançant el temporització dels seus cicles de treball en resposta a la càrrega del sistema.
Com que és possible mesurar la freqüència de la xarxa des de qualsevol presa de corrent de la xarxa, és possible dissenyar controladors per a aparells elèctrics que detectin qualsevol desequilibri de freqüència en temps real. Els aparells amb demanda dinàmica reaccionarien a aquest mateix senyal. Quan la freqüència disminueix, és més probable que s'apaguin, cosa que redueix la càrrega de la xarxa i ajuda a restablir l'equilibri. Quan la freqüència augmenta més enllà de l'estàndard, és més probable que s'encenguin, consumint l'excés d'energia. Evidentment, el controlador també ha d'assegurar-se que en cap moment l'aparell no surti del seu rang de funcionament acceptable. Com que la freqüència de línia està directament relacionada amb la velocitat de rotació dels generadors del sistema, milions d'aquests dispositius actuant junts actuarien com una enorme central elèctrica de màxima potència de reacció ràpida.

## Serveis auxiliars
El controlador dinàmic també podria proporcionar altres serveis auxiliars, com ara ajudar a la recuperació d'arrencada en negreta (la capacitat d'una xarxa elèctrica de tornar a funcionar després d'una apagada), si es programa amb aquesta funció. Generalment, els arrencades en blanc es fan més difícils a causa del gran nombre de càrregues reactives que intenten consumir energia simultàniament a l'arrencada quan els voltatges són baixos. Això provoca enormes sobrecàrregues que fan saltar els interruptors locals i retarden la recuperació completa del sistema. El controlador dinàmic podria fer que aquestes càrregues "esperessin el seu torn", per dir-ho així, fins que es restaurés la plena potència.
Un altre servei d'equilibri vital és la "reserva ràpida", que consisteix en l'ús d'una planta de reserva per substituir la possible pèrdua de generació (per exemple, a causa d'una fallada del generador o d'una pèrdua de línia elèctrica). En descarregant ràpidament la càrrega mentre els generadors en funcionament giren i després tornant a activar-los per tornar la freqüència a l'estàndard, els controladors dinàmics podrien estalviar l'elevat cost dels generadors de reserva ràpids. A més, la ràpida velocitat de resposta d'aquest mètode evitaria possibles caigudes de tensió.
La tecnologia també podria ajudar a facilitar un major ús de la generació a partir de fonts variables, com l'energia eòlica. Les tècniques del costat de la demanda podrien ser una manera eficient i rendible d'ajudar a integrar aquest recurs a la xarxa. En particular, permetria que aquestes fonts treballessin conjuntament amb reserves d'energia virtuals com les torres d'aigua municipals per proporcionar una capacitat despatxable raonablement predictible.

## Problemes d'implementació
Els dispositius de demanda dinàmica tenen el potencial d'estalviar quantitats considerables d'energia gràcies als serveis que proporcionen. Però abans que el control dinàmic de la demanda es pugui incorporar àmpliament, cal establir una regulació que obligui la instal·lació, com a mínim, en nous electrodomèstics o bé crear un mecanisme de mercat eficaç per recompensar la instal·lació de la tecnologia de manera justa. Un mètode que es contempla és permetre que el comptador d'electricitat que mesura el consum d'electricitat també mesuri la freqüència de la xarxa i canviar a una tarifa més alta si la freqüència baixa per sota d'un cert nivell. La factura mensual de la llum indicarà que tantes hores (i tants quilowatts hora) eren de la tarifa regular i unes quantes hores de la tarifa de subministrament curt. Els consumidors sense una gestió intel·ligent de la demanda han de pagar el cost addicional, però aquells que instal·lin tecnologies intel·ligents que s'adaptin als períodes curts de subministrament estalviaran diners.
L'1 de març de 2011, RLtec va llançar el seu servei de resposta de freqüència a demanda dinàmica en dispositius de càrrega d'aigua calenta i climatització distribuïts a Sainsbury's, una de les cadenes de supermercats més grans del Regne Unit. Aquest servei de central elèctrica virtual a escala de megawatts proporciona resposta de regulació de freqüència comercial a National Grid al Regne Unit. L'empresa ara es diu Open Energi.

## Servei de freqüència i servei de reserva
La xarxa elèctrica nacional del Regne Unit ja és un usuari massiu d'aquesta tecnologia a escala industrial, fins a 2 Els relés sensibles a la freqüència que desconnecten les fàbriques d'acer, etc., poden perdre instantàniament GW de càrrega, cosa que s'adapta fins a 2 GW durant un cicle de 20 minuts. GW de generadors dièsel d'emergència força petits. Per obtenir una descripció completa d'aquest sistema complex, vegeu, per exemple, "Emergency Diesel Standby Generator's Potential Contribution to Dealing With Renewable Energy Sources Intermittency And Variability" (La contribució potencial del generador dièsel d'emergència a la gestió de la intermitència i la variabilitat de les fonts d'energia renovables), una xerrada de David Andrews, de Wessex Water, que treballa estretament amb la xarxa elèctrica nacional del Regne Unit per proporcionar aquest servei, impartida al seminari de la Open University "Coping with Variability: Integrating Renewables into the Electricity System" (Fent front a la variabilitat: integració de les energies renovables al sistema elèctric), el 24 de gener de 2006.
Fins a 5 Els GW d'aquesta generació dièsel s'utilitzen a França per a finalitats similars, però aquestes tecnologies semblen ser relativament desconegudes. No hi ha cap raó per la qual no s'hauria d'ampliar massivament el seu abast per fer front fins i tot a la intermitència introduïda per l'energia eòlica.

## Investigació del govern del Regne Unit
L'agost de 2007, el govern del Regne Unit va publicar un informe que descrivia el potencial que veu per a la tecnologia de demanda dinàmica. L'informe no arriba a recomanar al govern que n'incentivi la introducció. Enumera una sèrie d'obstacles tècnics i econòmics per a la seva introducció i recomana que s'investiguin abans que el govern fomenti l'ús de la demanda dinàmica. La demanda dinàmica és un element d'una investigació governamental més àmplia sobre tecnologies que poden reduir les emissions de gasos d'efecte hivernacle.
No obstant això, el 2009 es va anunciar que ara es venen refrigeradors domèstics al Regne Unit que incorporen un sistema de control de càrrega dinàmic.